# Tremellodendron
Tremellodendron — рід грибів родини Exidiaceae. Назва вперше опублікована 1902 року.

## Поширення та середовище існування
Гриби роду Tremellodendron вважалися сапротрофними, поки аналіз ДНК корінців мікоризу не показав, що вони знаходяться у симбіозі з рослинами (ектомікориза).